# Collège Jean-Eudes
 (juillet 2021).
Si vous disposez d'ouvrages ou d'articles de référence ou si vous connaissez des sites web de qualité traitant du thème abordé ici, merci de compléter l'article en donnant les références utiles à sa vérifiabilité et en les liant à la section « Notes et références ».
Pour les articles homonymes, voir CJE.
Le Collège Jean-Eudes (CJE) est une école située à Montréal (Québec) au Canada, fondé en 1953 par des pères Eudistes. Le Collège Jean-Eudes est une école qui jouit d’une grande réputation au Québec. Il comprend plusieurs équipes sportives, ainsi qu'une large variété d'activités artistiques et parascolaires. En automne 2012, le Collège Jean-Eudes devient l'une des premières écoles québécoises à utiliser en classe des tablettes numériques de type iPad ,. En novembre 2018, le Collège Jean-Eudes reçoit la note maximale dans le Palmarès des écoles,. Faisant suite à la Grève étudiante pour le climat en 2019, le Collège Jean-Eudes signe le pacte de l'école québécoise.

## Historique

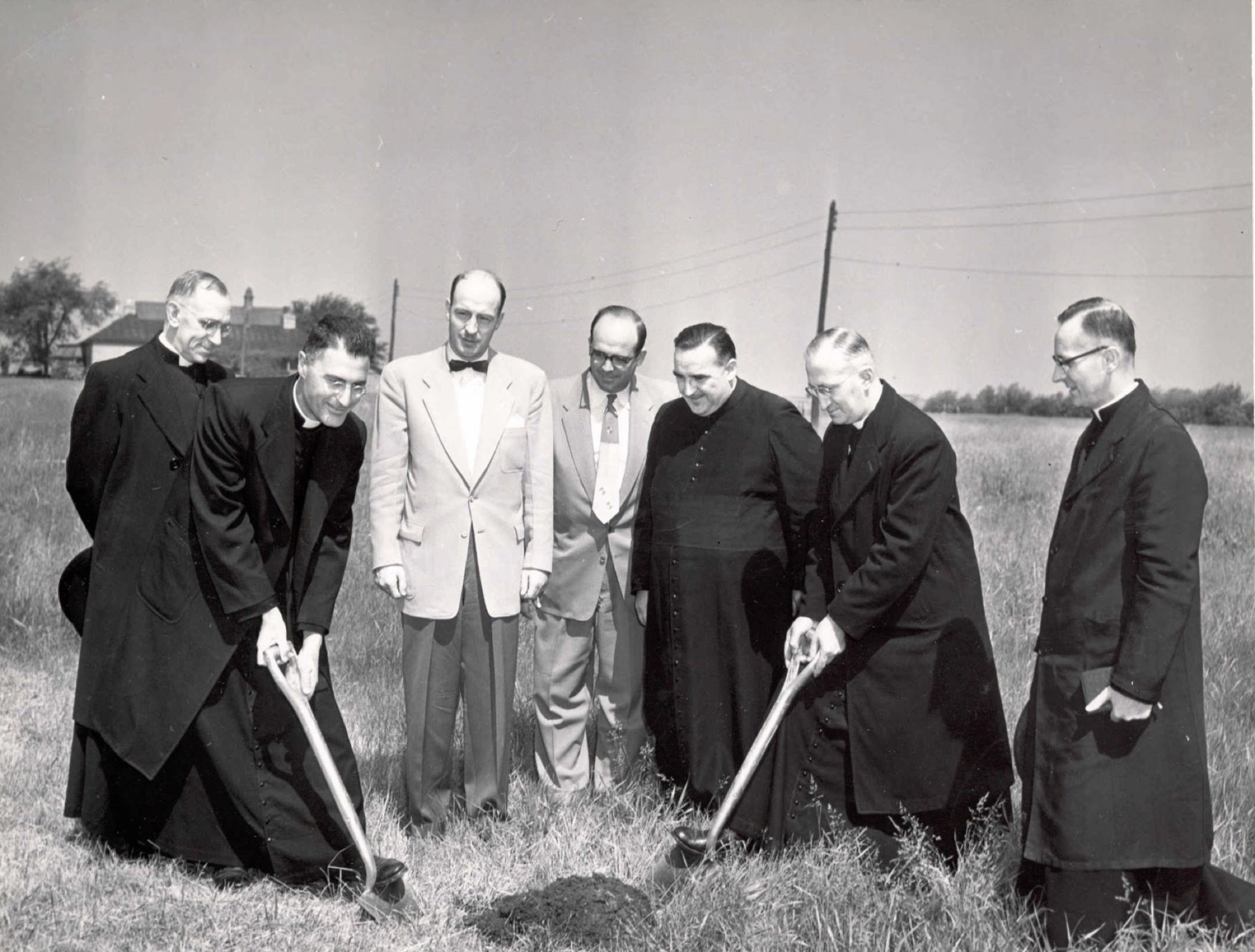
Bénédiction du terrain et la levée de la première pelletée de terre le 15 juin 1953 dans l'Arrondissement de Rosemont - La Petite-Patrie à Montréal.

### L'idée d'un Collège dans Rosemont
En 1951, le curé de la paroisse Saint-Eugène de Rosemont nouvellement construite dans le quartier Rosemont, Gérard Cornellier, rêvait d'une institution chrétienne dans le quartier, où pourrait non seulement aller les élèves de sa paroisse, mais aussi tous les jeunes du quartier qui voulaient recevoir un enseignement de cadre secondaire. Ne sachant pas à quelle congrégation confier le Collège qu'il voulait créer, il rencontra le cardinal Paul-Émile Léger, qui lui proposa les frères Eudistes, vouant Saint-Jean-Eudes. Il fit, par la suite, des propositions à des frères Eudistes, tels le Père Provincial, Arthur Gauvin et le Révérend Père Général, François Lebesconte. Après les démarches, les Eudistes acceptèrent la création d'un Collège chrétien dans Rosemont en octobre 1952, et le projet fut proposé à Camilien Houde, le maire de Montréal de l'époque, qui accepta aussitôt. Les plans de constructions furent confiés à l'architecte Auguste Martineau.
Le terrain fut acheté à une famille d'entrepreneurs terriens qui possédaient plusieurs zones inhabitées dans le quartier, les Nesbitt. Mais après l'acquisition du terrain, un dilemme s'imposa. La famille Nesbitt n'avait pas mentionné aux Eudistes que la Ville de Montréal avait sélectionné ce terrain et plusieurs autres adjacents pour la construction d'un réservoir municipal. Le tout fut conduit au Conseil de Ville et après plusieurs mois et avec l'aide de l'ingénieur de la cité, Monsieur Hétu, la ville abandonna son projet de réservoir pour laisser champ-libre aux Eudistes pour la construction de leur Collège. Le terrain acheté, les frères Eudistes procédèrent, le 15 juin 1953, à la bénédiction du site et à l'immortalisation du moment. Ils firent la première pelletée de terre et la construction du futur collège pouvait commencer.

### L'époque Boivin
Même s'il ne resta que cinq ans à la tête du Collège, il sut marquer, dès sa nomination pour devenir le premier supérieur de la nouvelle école, le dynamisme et l'enthousiasme des élèves qui allaient à Jean-Eudes. Comme le Collège n'était pas encore construit et qu'une nouvelle année scolaire commençait, en septembre 1953, la Commission Scolaire de Montréal (CSDM) permit aux premiers élèves du Collège de commencer leurs cours, dans deux locaux de l'école Ludger-Duvernay, Verchères, à l'ouest de l'île de Montréal. Des cinquante élèves déjà inscrit, trente-deux étaient en latin et dix-huit, en préclassique. Quatre enseignants étaient à la disposition des élèves : le Père Raoul Martin, qui enseignait le latin, le Père Georges Gascon de la préclassique, le Père Maurice Boivin, qui enseignait l'anglais dans les deux classes et Monsieur Jean-Paul Lafond, qui enseignait les mathématiques.
Les travaux étant suffisamment avancés, les élèves, ainsi que les Pères Eudistes, purent prendre place dans les classes du Collège Jean-Eudes, dès l'été 1954. À la seconde année du Collège, le nombre des membres du personnel double. De trois membres à la première année, il passe à sept membres, avec les Pères Maurice Boivin, supérieur, Raoul Martin, premier assistant et préfet des études, Georges Gascon, deuxième assistant, Jacques Tardif, préfet de discipline, Clarence Cormier, économe, André Blagdon et Louis Lévesque. Un diacre séculier, Monsieur Gilles Lamontagne et Monsieur Guy Ouellet complètent le personnel enseignant. Le 8 septembre, date de la rentrée scolaire, le nombre d'élèves du Collège passe à 165, répartis en 5 classes : une syntaxe, trois éléments latins et une préclassique.
L'ameublement des classes d'un nouveau collège est toujours un problème. Pour débuter, le Collège des Eudistes s'était doté de pupitres d'occasion, qui se sont rapidement détériorés. Pour les remplacer, les élèves se sont vivement impliqués dans l'organisation d'une gigantesque partie de cartes, qui a lieu le 17 février 1955. On y a dénombré 800 personnes. C'est une caractéristique du Collège des Eudistes que d'avoir pu former, au départ, une si grande famille où on pouvait automatiquement compter sur la collaboration spontanée des trois grands corps qui la composent : le personnel, les élèves et les parents.

### Le Père Raoul Martin
En 1959, le Père Maurice Boivin se retire de l'administration du Collège. Le Père Raoul Martin lui succède alors, et accède à la direction de l'institution. De nouvelles figures vont l'entourer et vont contribuer à donner chez les élèves l'impression d'un renouvellement majeur dans l'administration. La préfecture des études, la préfecture de discipline et l'économat sont confiés à de nouveaux titulaires. Les parents des élèves, désirant s'impliquer davantage dans l'institution proposent au nouveau supérieur de former un comité les regroupant, pour discuter des améliorations à faire pour le Collège des Eudistes. Un « Comité des parents » des élèves est formé, et dès la première réunion, qui se tient le 19 novembre 1960, plus de 150 parents répondent à l'invitation. À mesure que les années passent, leur action pèse d'un poids de plus en plus déterminant sur l'orientation du Collège pour assurer sa survie au cours des années difficiles que connaîtra le monde de l'éducation.

### Le Père Clément Légaré
Au moment même où les institutions privées catholiques arrivent à la croisée des chemins, le Père Clément Légaré, troisième supérieur du Collège, succède au Père Raoul Martin et prend la direction de l'administration eudiste. Mais à l'époque, les réformes faites par le gouvernement du Québec suscitent beaucoup d'interrogations sur l'avenir de l'institution. Le Collège des Eudistes restera-t-il institution privée ou sera-t-il intégré au secteur public pour devenir, par exemple, un cégep ? En février 1966, le Père Legaré obtient l'autorisation pour la création d'un Comité conjoint, composé de trois membres de l'administration et de trois professeurs syndiqués. L'opération est un succès et l'on n'a qu'à se féliciter de part et d'autre de l'atmosphère de compréhension et de bonne entente qui règne entre les divers corps constitués de l'institution. Plus tard dans la même année, soit en octobre 1966, le Père Legaré crée un Comité d'étude sur l'orientation du Collège dont la tâche est d'entreprendre une enquête « judicieuse » pour découvrir l'option définitive que devra prendre le Collège. En effet, le maintien, dans les mêmes murs, du cours secondaire et du cours collégial devient de plus en plus impensable, ne fût-ce que sur le plan simplement financier. Un choix s'oppose, le secondaire ou le collégial ?

À l'automne 1967, le dénouement devient inévitable: le cours collégial qui se donne au Collège des Eudistes passe au cégep qui s'organise à l'ancien Institut Cardinal-Léger. Le 19 mars 1968, le ministre de l'Éducation, M. Jean-Guy Cardinal, crée le cégep de Rosemont. Le sort en est jeté. Le cours collégial du Collège va se terminer avec la fin de l'année. Le Collège des Eudistes reste donc avec le seul cours secondaire.

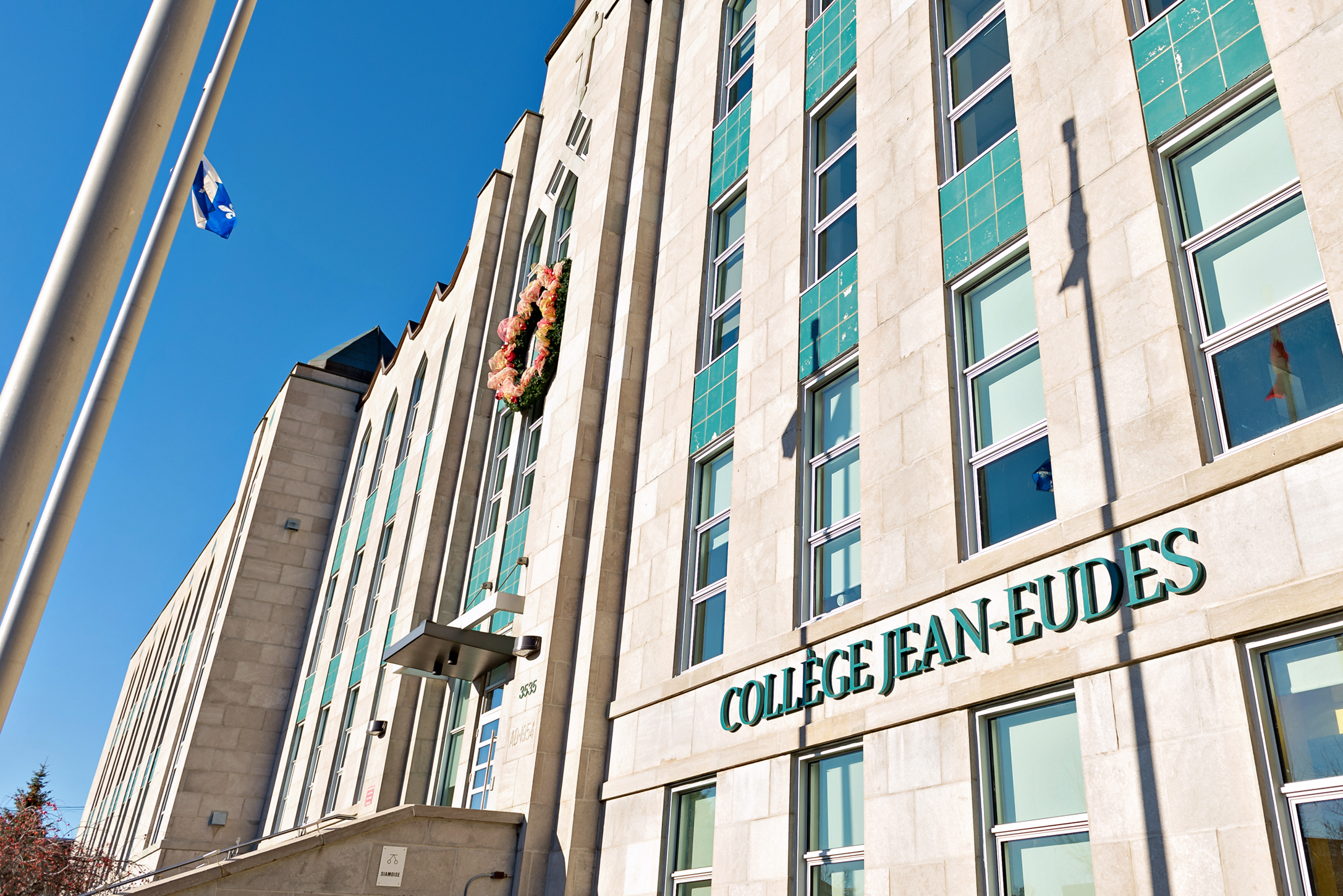
Façade du Collège Jean-Eudes

### Le Père Édouard Boudreault
Moins important que ses prédécesseurs, le Père Édouard Boudreault, qui succède au Père Legaré en 1968 à titre de quatrième supérieur et de recteur, reste à ce poste jusqu'en 1972. Avec le déménagement du collégial dans le tout nouveau cégep de Rosemont, la clientèle de l'année scolaire qui débute en septembre 1968 donne l'impression d'un rajeunissement, car il ne reste que le secondaire, de la 1re à la 5e secondaire, au Collège, qui compte désormais 650 élèves. Comme la plupart des écoles secondaires du quartier n'offrait pas à leurs élèves le 5e secondaire, et aussi car certaines institutions avaient fermé, le Collège, pour répondre à la demande des parents du quartier qui ne trouvent pas de place pour leurs enfants en 5e secondaire, ouvre ses portes à cette nouvelle clientèle composée en grande partie, de jeunes filles. Mais en septembre 1970, devant le nombre toujours croissant d'élèves, la communauté eudiste, qui depuis le tout début réside dans l'enceinte même du Collège, décide de se déplacer pour mettre toute la maison à la disposition des professeurs et des élèves.

### Le Père Origène Voisine
Avec l'arrivée du Père Voisine, qui est le directeur à avoir été en poste le plus longtemps, soit 27 ans, à la tête de l'institution, un nouveau mouvement qui va marquer un progrès certain dans les structures du Collège se crée. Le nouveau directeur met sur pied, avec la collaboration des professeurs, un système d'animateurs qui permettra un meilleur encadrement des élèves sur tous les plans (pédagogique, religieux, social et athlétique ). De plus, grâce au Père Voisine, s'amorcent des pourparlers au sujet du fameux projet de construction d'un centre prestigieux sur le terrain même du Collège. Le projet ne tarde pas à se concrétiser et les élèves peuvent maintenant bénéficier de ce centre ultra-moderne qu'est le centre Étienne- Desmarteau. L'arrivée des festivités du 25e anniversaire de la création du Collège des Eudistes est marquée par l'établissement de la «Fondation Jean-Eudes» par des personnalités intéressées à l’œuvre de l'éducation. Cette fondation a pour but d'encourager et aider les élèves en difficulté financière et particulièrement au niveau secondaire. En 1980, c’est le début de la grande aventure du développement de l’informatique au Collège. Dès 1982, le Collège procède à l’installation d’un premier laboratoire; en 1985, d’un second. Mais très rapidement, en 1991, le Collège fut confrontés au problème de la désuétude ; il fallait déjà qu'il renouvelle les 40 ordinateurs du premier laboratoire et en 1993, du second, qui fut désormais équipé de 40 appareils Pentium 6-[réf. nécessaire] MHz. Cette même année, un laboratoire de musique assistée par ordinateur de 16 postes de travail fut inauguré et un troisième laboratoire incluant 40 appareils Pentium 133 MHz fut aussi ajouté à l'arsenal informatique du Collège. Ainsi, les élèves apprenaient, faisaient de la recherche assistée par ordinateur à la bibliothèque complètement informatisée. Les élèves étaient désormais capables d’alimenter le babillard électronique, de produire les affiches pour les différents spectacles, de réaliser entièrement leur album des diplômés, etc. Finalement, une nouvelle option informatique s’est ajoutée en septembre 1996 : celle de permettre à l’élève d’élaborer et de mettre à jour un site Web, le Collège ayant son propre serveur.
En 1985, une nouvelle corporation fut créée ; il s’agit du « Collège des Eudistes de Rosemont ». Cette corporation se composait de Pères Eudistes et de laïcs. Ce fut l’étape finale dans le transfert définitif de la gestion du Collège des Eudistes aux laïcs. Graduellement, les Pères Eudistes quittèrent la corporation les uns après les autres pour faire place à des laïcs qui eurent la gestion totale de la corporation du Collège. En 1990, la nouvelle corporation pris le nom de « Collège Jean-Eudes », à la mémoire de Saint Jean Eudes, né en 1601, à Ri, près de Caen (France), fondateur de la communauté des Pères Eudistes.

En 1999, Monsieur Paul Boisvenu succède à Monsieur Voisine et entreprend des démarches en vue de l’agrandissement de la cafétéria ainsi que de l’aménagement d’une salle de récréation, d’un salon étudiant et d’une nouvelle salle de travail pour les professeurs. Sous sa direction, on concrétisa le projet réalisé grâce à la générosité de la Fondation Lucie et André Chagnon qui permit à trente élèves provenant de milieux défavorisés par année de fréquenter sans frais le Collège Jean-Eudes. 

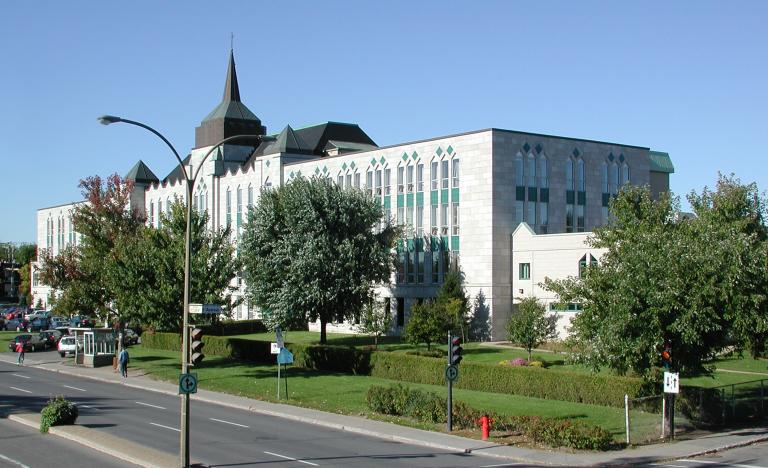
Vue extérieure du Collège au coin du boulevard Rosemont et de la 15e avenue à Montréal

### De 2003 à nos jours

#### Monsieur Louis Laliberté
En 2003, Monsieur Louis Laliberté, arrivé au Collège à un moment charnière de l’évolution de l’institution, succède à Monsieur Boisvenu comme directeur général du Collège Jean-Eudes. Monsieur Laliberté se consacre immédiatement à formuler de façon explicite le projet éducatif qui fut officiellement lancé le 13 septembre 2004. Le texte sur la Mission sera d’ailleurs gravé dans le bronze sur une plaque installée à l’entrée du Collège. Il entreprend aussi de préparer la relève au sein de l’équipe de direction et engage des travaux préparatoires de concert avec les autorités de l’Arrondissement Rosemont-Petite-Patrie en vue d’un agrandissement important visant à doter le Collège de nouvelles installations culturelles et sportives qui seront accessibles en soirée et les fins de semaine à la population du quartier.
Inauguré le 1er octobre 2007 par le maire de Montréal, ancien élève du Collège, Monsieur Gérald Tremblay, par le maire de l’Arrondissement Rosemont-La Petite-Patrie, Monsieur André Lavallée, et par le président du conseil d’administration du Collège, Monsieur Claude Benjamin, le nouveau Pavillon des arts et des sports permet d’ajouter aux équipements du Collège 13 locaux de classe, une salle polyvalente, une salle des cases, un lieu de rassemblement, le forum, un gymnase double, une salle multisports, des vestiaires et des salles d’équipes sportives de même qu’un studio de théâtre, un studio de musique et un studio de danse. Le bâtiment est l'œuvre du bureau d'architectes lavallois Tremblay L'Ecuyer et associés. Cet agrandissement aura permis d’ajouter cinq groupes à la clientèle du Collège qui passa ainsi, en septembre 2009, à plus de 1 800 élèves. Au printemps 2008, l’Association des parents fit don au Collège d'une somme considérable d'argent[réf. souhaitée], en vue d'installer un mur d’escalade, inauguré pour la rentrée 2008-2009.

#### Madame Nancy Desbiens
En 2009, le conseil d'administration confie pour la première fois la direction du Collège à une femme, Madame Nancy Desbiens. Son mandat est notamment marqué par un virage technopédagogique entrepris en 2012 : le Collège Jean-Eudes devient le premier établissement québécois à introduire la tablette iPad en classe,,. Le Collège développe un programme de citoyenneté numérique adressé à l'ensemble de ses élèves. En 2014, le Collège offre pour la première fois des cours de soutien en ligne. À la suite des grèves étudiantes pour le climat, le Collège Jean-Eudes entame un virage vert en signant le Pacte de l'école québécoise.

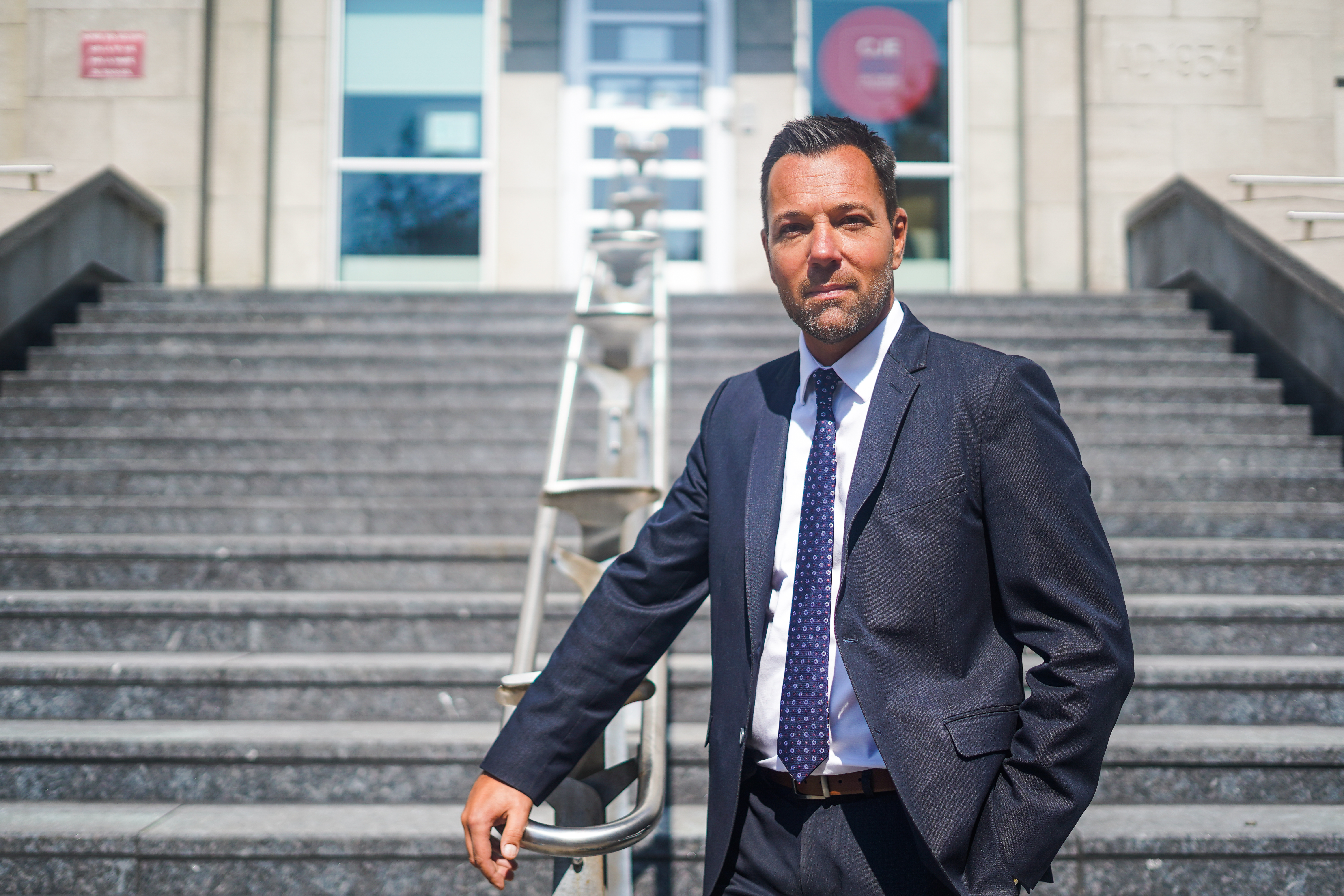
M. Dominic Blanchette, directeur général du Collège Jean-Eudes (2019)

#### Monsieur Dominic Blanchette
En 2019, Monsieur Dominic Blanchette est nommé directeur général du Collège,.

## Le nom du Collège
Au fil des ans, depuis sa fondation jusqu'à aujourd'hui, le Collège Jean-Eudes a changé de nom trois fois. De 1953 à 1968, ce fut le Collège des Eudistes. De 1969 à 1989, le Collège des Eudistes de Rosemont remplaça le précédent, et de 1990 à aujourd'hui, il devint le Collège Jean-Eudes. Le sigle officiel du Collège Jean-Eudes est, présentement, CJE. Ce collège est classé meilleure école d'enseignement secondaire au Québec, ex-aequo avec plusieurs autres établissements,,.

## Le Conseil d'administration
Le Conseil d’administration est actuellement composé de dix personnes.

## La Fondation du Collège Jean-Eudes
La Fondation a été créée en 1979 afin d'offrir une aide financière aux élèves issus de milieux moins favorisés. À ce titre, la Fondation a offert plus de 800 bourses aux élèves boursiers pour un montant total de plus de 2 000 000 $. La Fondation du Collège participe également à la création de plusieurs projets pédagogiques et sportifs par le biais d'un fonds de développement mis en place en 2007.

## Anciens élèves
Normand D'Amour, Julie Snyder, Bertrand Laverdure, Éric Bédard, Mathieu Denis, Jenny Salgado, Mathieu Denis, Étienne Boulay, Alexandre Bilodeau, Anik Vermette, Frédéric Pierre (acteur), Isabelle Richer, Marc Denis, Michel Charette, Robert Lacroix (scientifique), Sylvain Archambault, Vincent Damphousse, Anne-Marie Withenshaw, Yves Lamontagne.Jean-Marc Vallée, Cœur de Pirate